# Didušikov pentoksid
Didušikov pentaoksid (N₂O₅) je anhidrid dušikove kisline (HNO₃) in je pomembna spojina v kemiji zaradi svojih lastnosti in reakcij. Ima ključno vlogo v atmosferi ter v industrijskih in laboratorijskih aplikacijah. Njegova kemijska formula N₂O₅ pomeni, da molekula vsebuje dva atoma dušika (N) in pet atomov kisika (O).
Struktura in lastnosti
Didušikov pentaoksid je bela trdna snov, ki je občutljiva na vlago. Je močno oksidacijsko sredstvo in se ob stiku z vodo hitro razgradi v dušikovo kislino. Strukturno se N₂O₅ sestoji iz dveh dušikovih atomov, ki sta povezana prek kisikovih atomov. Molekula ima obliko, ki vključuje ionske komponente, kjer obstaja ravnovesje med NO₂⁺ (nitronijev ion) in NO₃⁻ (nitratni ion). V trdnem stanju je spojina ionska, medtem ko je v plinastem stanju kovalentna.
Fizikalne lastnosti:
Molna masa: 108 g/mol
Temperatura taljenja: približno 30 °C
Je zelo hlapna snov in se pri višjih temperaturah razgrajuje.
Kemijske lastnosti: Didušikov pentaoksid je nestabilen in se v prisotnosti vlage hitro razgradi: 
Gre za močno oksidacijsko sredstvo, ki lahko reagira z različnimi organskimi in anorganskimi snovmi. Njegova oksidacijska sposobnost omogoča uporabo v sintezah in laboratorijskih reakcijah.
Priprava
N₂O₅ lahko pripravimo s dehidracijo dušikove kisline (HNO₃) z uporabo fosforjevega pentaoksida (P₄O₁₀): 
Postopek zahteva natančne pogoje, saj je N₂O₅ nestabilen in lahko eksplozivno razpade.
Vloga v atmosferi
Didušikov pentaoksid igra ključno vlogo v atmosferi, kjer sodeluje v kemiji dušikovih oksidov (NOx) in sekundarnih onesnaževal, kot je ozon. Ponoči lahko N₂O₅ nastane v reakcijah med NO₂ in ozonom ter nato reagira z vodnimi kapljicami v atmosferi, da tvori dušikovo kislino, ki je pomemben vir kislinskega dežja.
Uporabe
Industrija: N₂O₅ se uporablja kot močno oksidacijsko sredstvo pri sintezah organskih spojin.
Atmosferske raziskave: Uporablja se za preučevanje kemičnih procesov v atmosferi, zlasti pri nastajanju ozona in kislinskega dežja.
Laboratoriji: Uporablja se kot reagent za uvajanje nitro skupin (NO₂) v organske spojine.
Stabilnost in nevarnosti
N₂O₅ je zelo nestabilna spojina, ki lahko eksplodira ob segrevanju ali v prisotnosti določenih reagentov. Prav tako je strupen, ker se hitro razgradi v dušikovo kislino, ki je korozivna in lahko povzroča poškodbe tkiv ob stiku. Pri rokovanju z di dušikovim pentaoksidom je potrebna previdnost, uporaba zaščitne opreme in delo v nadzorovanih pogojih.
Zaključek
Didušikov pentaoksid je zanimiva in uporabna kemijska spojina, ki ima v atmosferi in industriji pomembno vlogo. Čeprav je zaradi svoje reaktivnosti in nestabilnosti zahtevna za uporabo, njene lastnosti omogočajo številne aplikacije, zlasti v sintezi in raziskavah.